# آستین توروس

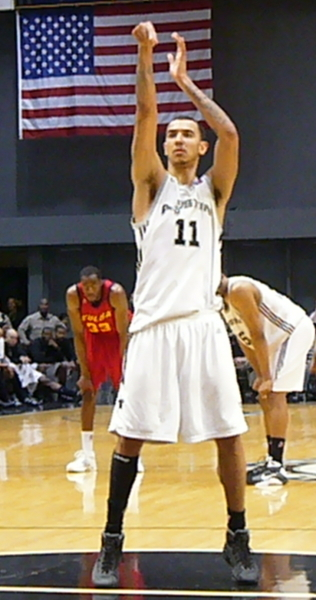

تیم بسکتبال آستین توروز یا توروس (به انگلیسی: Austin Toros) یک تیم بسکتبال از لیگ ترقی ان‌بی‌ای و از شهر آستین در ایالت تکزاس می‌باشد.
ورزشگاه خانه این تیم ورزشگاه سیدر پارک سنتر نام دارد و وابسته و متعلق به تیم سن آنتونیو اسپرز میباشد. تیم اسپرز بازیکنان ذخیره خود را اغلب از این تیم قرض می گیرد.
این تیم قهرمان مسابقات فصل ۲۰۱۲ لیگ ترقی ان‌بی‌ای است.

## بازیکنان
بازیکنان مهم کنونی این تیم را کوری جوزف و جیمز اندرسون تشکیل میدهند.

## وب‌گاه رسمی
- Austin Toros